# 吹田聖書福音教会
吹田聖書福音教会（すいたせいしょふくいんきょうかい、英語: Suita Bible Gospel Church）は、日本の大阪府吹田市にある、単立福音派のキリスト教会である。

## 概要
ダラス神学校を卒業した初代牧師高木慶太により設立された。
教会堂建屋は、地上5階建てで工場跡を買い取りリフォームした鉄骨造である。
会堂は1階にあり吹き抜け構造となっている。2階はテラス席となっている。

### 特徴
- 週に5回の礼拝が行われており、都合に合わせた礼拝出席を可能としている。

1. 土曜日　夕方  19:30～ 20:50
2. 日曜日　あさ  9:40～11:00（通訳：韓国語・中国語）
3. 日曜日　あさ 11:30～12:50（通訳：英語）
4. 日曜日　夕方 18:30～19:50
5. 火曜日　あさ 11:00～12:20

※5回とも同じ内容
- 平均して毎週300名以上の礼拝出席者（土、日、火合計）がある。
- アメリカ人や韓国人など、10カ国以上の外国人が集っている。
- 英会話クラス（初級,中級/いずれも無料）が、日曜朝と火曜日に開催されている。
- ヘッドセットを用いた通訳システムを使用している。

### 教会学校
- こひつじ　（幼児・小学生）　　日曜日　あさ　9:40～10:40
- ＪＳクラブ（中学生・高校生）　日曜日　ひる　14:00～16:00
- 日曜日あさの礼拝時間帯はベビーシッターあり。

### 年表
- 1972年、高木慶太により吹田市千里山で開拓伝道開始。
- 2000年、吹田市穂波町に移転。

### 牧師・宣教師
- 山口玄祥（牧師）
- 岡村聡秋（牧師）
- 梶山耕平（牧師）
- 飯田澄恵（牧会スタッフ）
- ポンガ・カストロ（宣教師）

## 所在地
大阪府吹田市穂波町2-20

## 交通アクセス
公共交通機関
- 阪急電鉄阪急千里線「吹田駅」下車 徒歩5分
- 西日本旅客鉄道（JR西日本）JR京都線「吹田駅」下車 徒歩20分（送迎バスあり）
- 大阪市高速電気軌道（Osaka Metro）御堂筋線「江坂駅」下車 徒歩25分（送迎バスあり）